# Берник (Мазовецьке воєводство)
Берник (пол. Biernik) — село в Польщі, у гміні Пуща-Марянська Жирардовського повіту Мазовецького воєводства.
Населення — 121 особа (2011).
У 1975-1998 роках село належало до Скерневицького воєводства.

## Демографія
Демографічна структура станом на 31 березня 2011 року:
|          | Загалом | Допрацездатний вік | Працездатний вік | Постпрацездатний вік |
| -------- | ------- | ------------------ | ---------------- | -------------------- |
| Чоловіки | 55      | 12                 | 34               | 9                    |
| Жінки    | 66      | 16                 | 35               | 15                   |
| Разом    | 121     | 28                 | 69               | 24                   |